# رگ فولکس
رگ فولکس (انگلیسی: Reg Foulkes; ۲۳ فوریهٔ ۱۹۲۳ – ۰ نوامبر ۲۰۱۴) بازیکن فوتبال، و سرمربی (فوتبال) اهل بریتانیا بود.
از باشگاه‌هایی که در آن بازی کرده‌است می‌توان به باشگاه فوتبال نوریچ سیتی، باشگاه فوتبال والسال، باشگاه فوتبال بیرمنگام سیتی، و باشگاه فوتبال ویسبچ اشاره کرد.